# Liste der Baudenkmäler in Forstern

Innenraum von St. Pankratius in Wetting

Auf dieser Seite sind die Baudenkmäler in der oberbayerischen Gemeinde Forstern zusammengestellt. Diese Tabelle ist eine Teilliste der Liste der Baudenkmäler in Bayern. Grundlage ist die Bayerische Denkmalliste, die auf Basis des Bayerischen Denkmalschutzgesetzes vom 1. Oktober 1973 erstmals erstellt wurde und seither durch das Bayerische Landesamt für Denkmalpflege geführt wird. Die folgenden Angaben ersetzen nicht die rechtsverbindliche Auskunft der Denkmalschutzbehörde.

## Baudenkmäler nach Ortsteilen

### Forstern
| Lage                         | Objekt                                                                 | Beschreibung | Akten-Nr.             | Bild                              |
| ---------------------------- | ---------------------------------------------------------------------- | --- | --------------------- | --------------------------------- |
| Hirschbachweg 1 (Standort)   | Getreidekasten                                                         | Bundwerkstadel des Parallelhofes mit eingebautem Blockbau-Getreidekasten, großer Holzständerbau mit flachem Satteldach, bezeichnet 1772, Getreidekasten 17. Jahrhundert | D-1-77-119-2 Wikidata | Getreidekasten                    |
| Tadinger Straße 7 (Standort) | Katholische Pfarrkirche St. Peter                                      | Saalbau mit dreiseitigem Chorabschluss mit angefügter Sakristei und Rautendachturm, im Kern spätgotisch, barockisiert 1722; mit Ausstattung                             | D-1-77-119-1 Wikidata | Katholische Pfarrkirche St. Peter |
| Tadinger Straße (Standort)   | Kriegerdenkmal, zur Erinnerung an die Gefallenen des Ersten Weltkriegs | Natursteinsockel mit Inschriftentafel und Soldatenfigur, antikisierend, 1922; flankierend Natursteintafeln mit den Namen der Gefallenen des Zweiten Weltkriegs.         | D-1-77-119-10         | BW                                |

### Kreiling
| Lage                               | Objekt | Beschreibung | Akten-Nr.             | Bild   |
| ---------------------------------- | ------ | --- | --------------------- | ------ |
| Kreiling 33, 33 a, 33 b (Standort) | Stadel | Bundwerkstadel des Parallelhofes in Riegelständerbauweise auf massivem Erdgeschoss und mit flachem Satteldach, Ende 18. Jahrhundert | D-1-77-119-3 Wikidata | Stadel |

### Preisendorf
| Lage                         | Objekt                               | Beschreibung | Akten-Nr.             | Bild           |
| ---------------------------- | ------------------------------------ | --- | --------------------- | -------------- |
| Kirchenstraße 4 a (Standort) | Katholische Filialkirche St. Stephan | Saalbau mit eingezogenem Chorabschluss und breitem Satteldachturm, zweite Hälfte 15. Jahrhundert, barockisiert; mit Ausstattung | D-1-77-119-4 Wikidata | weitere Bilder |

### Pullach
| Lage                   | Objekt                               | Beschreibung | Akten-Nr.             | Bild           |
| ---------------------- | ------------------------------------ | --- | --------------------- | -------------- |
| Pullach 109 (Standort) | Katholische Filialkirche St. Jakobus | Saalkirche mit eingezogenem quadratischen Chor und Zwiebelturm, wohl 13. Jahrhundert, barockisiert Ende 17. Jahrhundert, Westturm in der Art Johann Baptist Lethners nach Mitte 18. Jahrhundert; mit Ausstattung | D-1-77-119-5 Wikidata | weitere Bilder |

### Tading
| Lage                                     | Objekt                                                    | Beschreibung | Akten-Nr.             | Bild           |
| ---------------------------------------- | --------------------------------------------------------- | --- | --------------------- | -------------- |
| Pfarrer-Huber-Straße 5 (Standort)        | Katholische Pfarr- und Wallfahrtskirche Mariä Himmelfahrt | Saalbau mit eingezogenem halbrundem Chorabschluss und Spindelhelmturm, bedeutender spätbarocker Bau von Anton Kogler an Stelle eines gotischen Vorgängerbaus, 1714–17; mit Ausstattung; Friedhofsgebäude, kleiner Satteldachbau mit Figurennische, gleichzeitig. | D-1-77-119-6 Wikidata | weitere Bilder |
| Pfarrer-Huber-Straße 11, 11 a (Standort) | Bildstock                                                 | dreiseitig mit spätgotischen Reliefs aus Rotmarmor, bezeichnet 1524. | D-1-77-119-7 Wikidata | BW             |

### Wetting
| Lage                  | Objekt                                  | Beschreibung                                                                                               | Akten-Nr.             | Bild           |
| --------------------- | --------------------------------------- | --- | --------------------- | -------------- |
| Wetting 19 (Standort) | Katholische Filialkirche St. Pankratius | kleiner Saalbau mit Haubenturm und geradem Chorabschluss, Neubau von Anton Kogler um 1720; mit Ausstattung | D-1-77-119-8 Wikidata | weitere Bilder |

## Ehemalige Baudenkmäler
In diesem Abschnitt sind Objekte aufgeführt, die früher einmal in der Denkmalliste eingetragen waren, jetzt aber nicht mehr. Objekte, die in anderem Zusammenhang also z. B. als Teil eines Baudenkmals weiter eingetragen sind, sollen hier nicht aufgeführt werden. Aktennummern in diesem Abschnitt sind ehemalige, jetzt nicht mehr gültige Aktennummern.

| Lage                               | Objekt          | Beschreibung | Akten-Nr. | Bild |
| ---------------------------------- | --------------- | --- | --------- | ---- |
| Forstern Haus Nr. 110 ()           | Bauernhaus      | Erdgeschossiges Bauernhaus mit Flachdach, 1. Hälfte 19. Jahrhundert, mit Riegel Bundwerkstadel, zweite Hälfte 18. Jahrhundert                                                                            |           |      |
| Forstern Haus Nr. 112 ()           | Kleinbauernhaus | Kleinbauernhaus, überputzter Blockbau mit Erkerstüberl, zweite Hälfte 18. Jahrhundert |           |      |
| Forstern Haus Nr. 144 ()           | Bauernhaus      | Bauernhaus; eingeschossiger Mitterstallbau mit übertünchten Blockwänden, Bundwerk-Kniestock, gemauertem Stüberlvorbau und geschnitzten Details, zweite Hälfte 17. Jahrhundert und Anfang 19. Jahrhundert |           |      |
| östlich abseits der Straße ()      | Getreidekasten  | Ehemaliger Getreidekasten; östlich abseits der Straße als Stall wieder aufgestellt, kleiner Blockbau, 17./18. Jahrhundert                                                                                |           |      |
| Haus Nr. 76 ()                     | Gasthof         | Gasthof mit stattlichem Stadel, Bundwerkteil Anfang 19. Jahrhundert |           |      |
| Pfarrer-Huber-Straße 11 (Standort) | Pestsäule       | Pestsäule bei Pfarrer-Huber-Straße 11. |           | BW   |
| ()                                 | Kapelle         | Hofkapelle; 19. Jahrhundert; mit Ausstattung |           |      |